# Müller (apellido)
Müller (pronunciado [ˈmʏlɐ]) es un apellido de origen alemán se remonta a la ocupación del molinero (en latín medieval molinarius).

## Origen
El Imperio Romano había traído la tecnología del molino a través de los Alpes, inicialmente con molinos de mano o molinos accionados por animales de tiro. Ya en los siglos siglo V al siglo VIII, las mansiones y castillos también tenían molino hidráulico, el uso de la energía hidroeléctrica por los molinos fue un progreso de tecnología en la Edad Media y condujo a un aumento significativo en el número de molineros profesionales desde el siglo XII. Los molineros eran una fuente importante de impuestos para los monasterios y la nobleza. A unos 1200 agricultores se les prohibió seguir utilizando sus propios molinos manuales para producir harina, los nombres de los lugares muestran que los asentamientos se formaron alrededor de majestuosos molinos, molinos de viento que se extendieron especialmente en la Edad Moderna en el noroeste de Alemania. Se dice que alrededor de 1860 había hasta 65.000 molinos en Alemania.
Los alemanes u otras personas cuyos antepasados se llamaban "Müller" escribían comúnmente el nombre "Mueller" o "Muller" si vivían en países cuyo idioma escrito no dispone la diéresis "Ü".

## Distribución geográfica

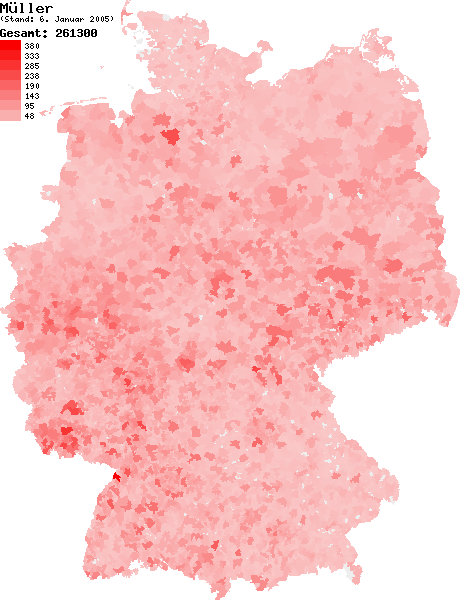
Distribución del apellido Müller en Alemania.

Müller es el apellido más común en el área de habla alemana, sólo en Alemania hay más de 320.000 entradas en la guía telefónica (1,5 %) (cifra de 1996). También hay alrededor de 40.000 entradas de las variantes (véase: apellidos más comunes en Alemania). Según Jürgen Udolph alrededor de 700.000 alemanes llevan el nombre de Müller. En todo el mundo, Müller (incluidas las variantes ortográficas Mueller y Muller) ocupa el 10.º lugar entre los apellidos más comunes del mundo con alrededor de un millón de homónimos, detrás de "Smirnow" (2,5 millones, noveno lugar) y Smith (4 millones, 8.º lugar).

## Müller en España
Descendientes de la Nobleza del Imperio Alemán, que llegaron a España en el siglo XVI, con el Reinado de Carlos I, provienen de los Cantones Católicos Suizos, de la zona sur del lago Constanza, de la ciudad de Constanza y de los Cantones de San Galo y Glaris. Hubo miembros de esta familia que pertenecieron a la Orden del Oso (Orden instituida en 1213 por el emperador de Alemania, Federico II Hohenstaufen). Nobles Oficiales de la Armada y el Ejército. Descendientes del Exclmo. Sr. Juan George Müller, quien fue Coronel del Regimiento de Granaderos Suizos Müller y al que le fue concedida la Cruz de la Real y Militar Orden de San Luis por su actuación en la Batalla de Denain. El primero en entrar al servicio de España fue Exclmo. Sr. Melchor Jose Müller Auerin en 1743.
Ramas importantes de esta familia tuvieron especial relevancia en las provincias de Lérida y Granada. Los Müller de este linaje son una de las nobles familias más representativas de Granada:
El Palacio Müller, construido por la familia López de la Cámara pero vendido a la familia Müller antes de entrar a vivir. Los Müller compraron el Palacio entre 1913 y 1915, en la Gran Vía de Colón (Granada), obra arquitecto Ángel Casas Vílchez, que realizará varias construcciones en la misma calle. Fue comprado por el Ayuntamiento de Granada, siendo alcalde Gallego Burín. Hoy día es la Sede de la Subdelegación del Gobierno.
Jardines del estilo francés entre el siglo XVIII y XIX, son los más singulares que quedan en el Valle de Lecrín. Están situados junto al Palacio de Zayas, actual Ayuntamiento de Nigüelas. Los jardines guardan un inmejorable aspecto tras haber sido rehabilitados. Estas posesiones eran de la familia de D. José Blanes Zabala, pero fue adquirida por los Müller aproximadamente en 1955, permaneciendo desde entonces en propiedad de esta familia.
Esta familia tiene especial importancia en los pueblos del sur de Granada, especialmente en Almuñécar, donde un ingeniero real apellidado Müller, realizó las carreteras de mejora para dar acceso a esta población. La primera casa de los Müller se encontraba junto al Castillo de San Miguel, que fue vendida, y se construyeron la actual casa de los Müller, junto al ayuntamiento de Almuñécar, siendo la actual dueña Carmen Torres Müller. (Casa de Torres)
El escudo de Armas de los Müller de Granada es en gules, tres hachas de guerra, en faja de oro.
Otra noble familia con este apellido se encuentra en Cataluña:
El primer marqués de Muller, Francisco Javier de Muller y de Ferrer, aristócrata y viticultor tarraconense de origen bávaro. También están enlazados con el apellido Müller los títulos de Barón de la Real Jura y vizcondado de Belloch. El escudo de armas de este linaje es de azur, una rueda de molino de oro.

## Literatura
- Gudrun Schury:Nos llamamos Müller. ¡Y eso es mejor! Casi todo sobre el nombre alemán más exitoso. Eichborn, Fráncfort del Meno 2008, ISBN 978-3-8218-6042-8.